# 岁币
岁币為中国古代政府每年向其餘政府交纳的税捐，始于西汉，尤以宋代为甚。

## 歷史
公元1004年，宋辽达成澶渊之盟，宋朝向辽每年输送绢20万匹，银10万两，称为岁币，以换取辽宋和平。公元1045年，辽国要求增加岁币，宋辽重新商定，岁币增加到绢30万匹，银20万两。
1044年，西夏李元昊与宋朝达成和平协议，商定由宋朝每年以赏赐的名义给西夏岁币7万2千两、绢15万3千匹、茶3万斤，及同意西夏占领宋朝故土。
金国攻打辽时，为换回燕云十六州，宋向金每年输岁币30万匹布、20万两银及1百万贯钱。1139年，宋向金称臣，定岁币为银25万两及绢25万匹。公元1165年后，岁币减为银20万两及绢20万匹。
公元1206年，宰相韩侂胄領軍攻打金國失败。公元1208年，南宋杀死韩侂胄以向金国求和，岁币增加到银30万两及绢30万匹。